# Спортсвошинг
Спортсвошинг (иногда спортвошинг; англ. sportswashing, «отмывание спортом») — использование спорта для улучшения репутации, запятнанной неправомерными действиями. Является формой пропаганды, достигается путем проведения спортивных мероприятий, покупки или спонсирования спортивных команд или участия в спорте.
На международном уровне считается, что спортсвошинг используется для отвлечения внимания от плохой репутации в области прав человека и коррупционных скандалов.
Слово sportswashing появилось в 2015 году, в 2022 году вошло в шортлист «слова года» по версии Collins English Dictionary на фоне чемпионата мира по футболу 2022 года в Катаре, который подвергается критике из-за опасений по поводу жестокого обращения с трудовыми мигрантами, гомофобии и ограничений свободы выражения мнений.
Другими примерами спортсвошинга называют Олимпийские игры 1980 года в СССР, чемпионата мира по футболу 2018 года в России, летние Олимпийские игры 2008 года в Пекине и Зимние игры 2022 года, которые были отмечены аресты журналистов, злоупотреблениями трудовых мигрантами и репрессиями против гражданского общества, а также нарушением свободы в Гонконге; и преступлениями против человечности в Синьцзяне, включая массовые задержания, пытки, сексуальные надругательства и культурное преследование уйгуров и других тюркских мусульман. Китайские власти тратили огромные суммы на связи с общественностью, чтобы привлечь фанатов.